# Lithobius purpureus
Lithobius purpureus är en mångfotingart som först beskrevs av Masatoshi Takakuwa 1938.  Lithobius purpureus ingår i släktet Lithobius och familjen stenkrypare. Inga underarter finns listade i Catalogue of Life.